# Viktor Medvedtjuk
Viktor Volodymyrovytj Medvedtjuk (ukrainska: Віктор Володимирович Медведчук), född 7 augusti 1954 i Krasnojarsk, Ryska SFSR, Sovjetunionen, är en ukrainsk oligark och politiker. 

## Biografi
Medvedtjuk har ända sedan den ukrainska självständigheten 1991 varit djupt involverad i ukrainsk politik. Han har suttit i parlamentet. Han var åren 2002–2005 chef för det ukrainska presidentkansliet under Leonid Kutjma. Den 5 november 2018 valdes han till ordförande för det politiska rådet i partiet För Livet, som är ett parti som slagits ihop med Bojkos/Firtasjs fraktion av Oppositionsblocket. En av de frågor han driver är att göra Donbass till en autonom region inom Ukraina och att fastställa detta i den ukrainska konstitutionen. Han betonar också vikten av att normalisera relationerna med Ryssland.
USA har infört sanktioner mot Viktor Medvedtjuk efter den ryska annekteringen av Krim, för den roll han spelat i förbindelserna mellan separatistenklaverna och Ryssland. Den ukrainska åklagaren har 2019 inlett en undersökning av honom anklagad för förräderi och separatism. Anklagelsen mot Medvedtjuk bygger på hans förslag om att Ukraina ger Donbass-regionen autonomi, så att Donbass får sitt eget parlament.
Medvedtjuk investerade under 2018 i ukrainsk media och har genom affärspartner köpt in sig i Channel 112 och NewsOne som är bland de mest populära TV-kanalerna i Ukraina. Han kontrollerade långt tidigare TV-kanalen 1+1.
I april 2022 greps Medvedtjuk efter en specialoperation av Ukrainas säkerhetstjänst.

## Privat
Medvedtjuk äger superyachten Royal Romance, vilket kostade honom omkring 180 miljoner euro att införskaffa.